# M6 International
M6 International est une chaîne de télévision internationale détenue par le Groupe M6.

## Identité visuelle

### Logos

Logo du 23 octobre 2019 à novembre 2019.
Logo de novembre 2019 au 13 décembre 2020.
Logo du 14 décembre 2020 au 9 février 2023.
Logo depuis le 10 février 2023.

## Programmes
,

### M6
- Cauchemar en cuisine
- Chasseurs d'appart'
- Les Reines du shopping
- Pékin Express
- Capital
- Le 12:45
- Le 19:45
- Zone interdite
- Maison à vendre

### Gulli
- Tahiti Quest

### Paris Première
- Très très bon

## Distribution
En Algérie, M6 International est disponible sur le service de télévision en ligne MyAramedia et le service de streaming Shahid.
Au Canada, la chaîne est diffusée sur le canal 1167 de Bell Télé Fibe et le canal 167 d'Alt Télé. Elle est aussi disponible sur le canal 58 d'Hélix.
Aux Émirats arabes unis, elle est disponible sur le canal 1415 de du et sur le service de streaming Shahid.
Dans le reste des pays du Maghreb et du Moyen-Orient, la chaîne est disponible sur Shahid.
En Afrique francophone, la chaîne peut être disponible au sein de l’offre Canal+ Afrique.